# Phillip Atwell
Phillip G. Atwell é um diretor estadunidense de filmes e videoclipes. Seus trabalhos de destaque incluem Ass Like That de Eminem, Forgot About Dre com Eminem e Dr. Dre, My Band de D12 e muitos outros. Atwell também trabalhou com Simple Plan, The Game, 50 Cent, Obie Trice e Xzibit.
Seu principal trabalho foi o de produzir e ser o co-escritor de Murder Was the Case, um curto filme lançado pela Death Row Records, dirigido por Dr. Dre e estrelando Snoop Dogg.